# 埃爾莫鎮區 (明尼蘇達州奧特泰爾縣)
埃爾莫鎮區（英語：Elmo Township）是位於美國明尼蘇達州奧特泰爾縣的一個行政鎮區，於1880年設立。

## 地方資料
埃爾莫鎮區的面積為95.27平方千米，當中陸地面積為94.04平方千米，而水域面積為1.23平方千米。根據2020年美國人口普查的數據，當地共有人口323人，而人口密度為每平方千米3.39人。